# Uponyuvarat II
Koning Somdetch Brhat Chao Dharmakama Raja Sri Sadhana Kanayudha, beter bekend onder de namen Uponyuvarat II en Ton Kham, volgde koning Mom Keo op als 26e koning van Lan Xang in 1633. Hij was een zoon van koning Mom Keo. Koning Uponyuvarat II stierf in 1637 en werd opgevolgd door zijn broer prins Visai.
Hij had voor zover bekend drie zoons:
1. Prins (Chao Fa) Somaputra (Som Phou).
2. Prins (Chao Fa) Bunsaya (Boun Sou), hij werd priester nadat zijn jongere broer koning werd in 1638. Hij stierf in het klooster Poo Ho Poo Hong.
3. Prins (Chao Fa) Sulinga Kumara (Sulinya Vongsa), hij werd koning van Lan Xang in 1638.